# 반다이 채널
반다이 채널(일본어: バンダイチャンネル 반다이 잔네루[*])은 주식회사 반다이 남코 필름웍스가 운영하는 인터넷을 사용하는 방송(인터넷 텔레비전) 사업을 하는 일본의 사이트다.
설립 당초의 운영회사는 과거 반다이 남코 그룹의 하나의 회사인 주식화사 반다이 남코 라이츠 마케팅(일본어: 株式会社バンダイナムコライツマーケティング 영어: BANDAI NAMCO Rights Marketing Inc.)이 운영했다. 2015년 3월 31일까지 사이트와 동명의 기업이었던 주식회사 반다이 채널(일본어: 株式会社バンダイチャンネル 영어: BANDAI CHANNEL CO., LTD.)에서 변경했다.

## 역사
2002년 반다이 IT추진실과 선라이즈에 의해 설립했다. 직영 사이트 '반다이 채널'에서 수많은 일본의 TV 애니메이션, OVA, 특촬물 등을 방송했다. 또, 컨텐츠 프로바이더로 GYAO!와 같은 다른 인터넷 방송 사이트나 acTVila, 주문형 비디오(VOD) 서비스를 제공하고 있다.
설립 당초에는 대표이사에 반다이의 마츠모토 사토루가 취인한다. 반다이 IT추진실의 마츠모토 타케시, 시미즈 타케시, 카네히라 토모카즈와 선라이즈의 우다가와 유키야, 안비루 세이이치, 타키자와 키켄을 중심으로 운영했다. 후에 반다이 비주얼, 반다이의 스태프가 합류하게 되었다. 당초 반다이 그룹의 선라이즈가 소유하는 영상 콘텐츠를 스트리밍했다. 이윽고 반다이 비주얼이 판매하는 영상 컨텐츠가 추가되었다. 후년에는 그 이외의 작품도 다루게 되었다.
2006년 11월 2일에는 USEN과 공동으로 어린이용 영상 스트리밍 사이트인 "반다이 채널 키즈"를 개설했지만, 2008년 7월 4일에 서비스 종료했다.
2022년 4월 1일부로 반다이 남코 그룹의 개편으로 운영 모체인 반다이 남코 라이츠 마케팅은 선라이즈를 존속 회사로서 합병했다.(동시에 반다이 남코 아츠의 영상 사업을 흡수 분할 통합), 반다이 남코 그룹의 영상 사업을 통합한 반다이 남코 필름웍스로 이행한다.